# 熊谷寛夫
熊谷 寛夫（くまがい ひろお、1911年2月16日 - 1977年11月5日）は、日本の物理学者。学位は、理学博士（1939年）。日本物理学会会長・日本学術会議委員を歴任。世界初の「可変エネルギーサイクロトロン」を完成させ、「高エネルギー物理学の父」と言われる。長野県東筑摩郡寿村（現・松本市）生まれ。旧姓青木。1978年勲二等追叙。

## 経歴
- 1928年 - 旧制松本中学（現・長野県松本深志高等学校）卒業。
- 1931年 - 松本高等学校理科甲類卒業。
- 1934年 - 東京帝国大学理学部物理学科卒業。大阪帝国大学物理学科助手採用。
- 1939年 - 「中性子の研究」で理学博士の学位を取得。東京帝国大学理学部助教授。
- 1949年 - 東京大学理学部教授。
- 1955年 - 東京大学原子核研究所教授。
- 1961年 - 「可変エネルギーサイクロトロン」の建設に対して「藤原科学財団」より藤原賞受賞。
- 1962年 - サイクロトロン専門委員会を創設。委員長としてサイクロトロンの設計を開始[1][注釈 1]。
- 1967年 - 東京大学工学部教授。
- 1971年 - 東京大学を退官。千葉大学理学部教授。
- 1975年 - 紫綬褒章叙勲。
- 1976年 - 千葉大学退官。日本大学総合科学研究所教授。
- 1977年 - 逝去。
- 1978年 - 勲二等叙勲。

## 著書
- 『原子核工学入門』（共著）オーム社 1956
- 『粒子加速装置』（共著）日刊工業新聞社 1966
- 『電磁気学応用 1』（共著）朝倉書店 1966
- 『電磁気学応用 2』（共著）朝倉書店 1967
- 『原子力 エネルギー革命を追って』筑摩書房 1975
- 『加速器』 共立出版 1975
- 『たこを工夫する』大日本図書 1976
- 『実験に生きる』中央公論社 1979
- 『電磁気学』（共著）朝倉書店 1982
- 『真空の物理と応用』裳華房 1983

## 親族
- 養父 熊谷岱蔵